# Chonocephalus cautus
Chonocephalus cautus är en tvåvingeart som beskrevs av Ronald Henry Lambert Disney 2005. Chonocephalus cautus ingår i släktet Chonocephalus och familjen puckelflugor.
Artens utbredningsområde är Madagaskar. Inga underarter finns listade i Catalogue of Life.